# Botafogo Futebol Clube (João Pessoa)
Il Botafogo Futebol Clube, noto anche come Botafogo-PB e Botafogo (PB) o semplicemente come Botafogo, è una società calcistica brasiliana con sede nella città di João Pessoa, capitale dello stato della Paraíba.

## Storia
Il 28 settembre 1931 il club è stato fondato al Centro de João Pessoa, della città di João Pessoa, da Beraldo de Oliveira, Manoel Feitosa, Livonete Pessoa, José de Melo, Edson de Moura Machado e Enock Lins, tutti sostenitori del Botafogo di Rio de Janeiro. Beraldo de Oliveira venne scelto come primo presidente del club. Nel 1932 il Botafogo giocò la sua prima partita, contro il São Bento. La partita era valida per la Liga Suburbana e terminò con un pareggio di 2-2. Nel 1936 il Botafogo vinse il suo primo titolo professionistico, il campionato statale della Paraíba.
Nel 1976 il club disputò per la prima volta il Campeonato Brasileiro Série A. Il Botafogo venne eliminato al secondo turno e chiuse al 25º posto. Nel 1985 il Botafogo terminò al 19º posto nel Campeonato Brasileiro Série A, che è la migliore posizione di tutti i tempi del club nella competizione. Nel 1989 il Botafogo ha partecipato alla prima edizione della Coppa del Brasile. La squadra è stata eliminata al primo turno dal Cruzeiro, dopo due pareggi, a causa della regola dei gol in trasferta (all'andata, a João Pessoa, era terminata 1-1, e la gara di ritorno, a Belo Horizonte, terminò 0-0).
La stagione 2011 ha visto il Botafogo, per la prima volta nella sua storia, avanzare al secondo turno della Coppa del Brasile dopo aver battuto il Vitória con un complessivo 3-1. Il Belo è stato eliminato al secondo turno dal Caxias, dopo aver perso con un complessivo 4-1. Il primo titolo nazionale del Botafogo è quello del Campeonato Brasileiro Série D, che è stato vinto nel 2013, quando ha battuto il Juventude in finale.

## Palmarès

### Competizioni nazionali
- Campeonato Brasileiro Série D: 1

2013

### Competizioni statali
- Campionato Paraibano: 30

1936, 1937, 1938, 1944, 1945, 1947, 1948, 1949, 1953, 1954, 1955, 1957, 1968, 1969, 1970, 1975, 1976, 1977, 1978, 1984, 1986, 1988, 1998, 1999, 2003, 2013, 2014, 2017, 2018, 2019

### Altri piazzamenti
- Campeonato Brasileiro Série B:

Terzo posto: 1984
- Campeonato Brasileiro Série C:

Secondo posto: 1988
Terzo posto: 2003
- Copa do Nordeste:

Finalista: 2019
Semifinalista: 1998